# Сеньково (Московская область)
Сеньково — село в городском округе Озёры Московской области России.
До 2015 года относилось к сельскому поселению Клишинское, до муниципальной реформы 2006 года — село Редькинского сельского округа. Население — 255 чел. (2010).

## Население
| 1859 | 1926 | 2002 | 2006 | 2010 |
| ---- | ---- | ---- | ---- | ---- |
| 285  | ↗380 | ↘288 | ↗291 | ↘255 |

## География
Расположено в западной части района, примерно в 6 км к западу от центра города Озёры, на правом берегу реки Оки. В селе 7 улиц — Зелёная, Клубная, Луговая, Новая, Трудовая, Центральная и Школьная. Связано автобусным сообщением с районным центром. Ближайшие населённые пункты — село Редькино и деревня Болдаевка, а также деревня Лазаревка соседнего Каширского района.

## Исторические сведения
В 1706 году в Сенькове построена небольшая деревянная, неоднократно перестраивавшаяся церковь Иконы Божией Матери Знамение, к которой в 1876 году была пристроена колокольня.
В «Списке населённых мест» 1862 года Сенково — владельческое село 2-го стана Каширского уезда Тульской губернии по левую сторону Зарайской большой дороги (с севера на юг), в 17 верстах от уездного города, при реке Оке, с 28 дворами, православной церковью и 285 жителями (141 мужчина, 144 женщины).
Постановлением президиума Каширского уездного исполнительного комитета 4 апреля 1923 года Каширский уезд включён в состав Московской губернии.
По материалам Всесоюзной переписи населения 1926 года — центр Сеньковского сельсовета Богатищевской волости Каширского уезда, проживало 380 жителей (176 мужчин, 204 женщины), насчитывалось 78 хозяйств, среди которых 75 крестьянских.
В середине XX века Знаменская церковь была сломана.